# Heptapterus
Heptapterus es un género de peces de agua dulce de la familia de los heptaptéridos en el orden Siluriformes. Sus 14 especies habitan en aguas templadas y cálidas de América del Sur y son denominadas comúnmente bagres anguilas, resbalosas, tuscas o yuscas. La especie que alcanza mayor longitud (Heptapterus qenqo) ronda los 21,3 cm de largo total.

## Distribución
Heptapterus habita en aguas templadas y cálidas de América del Sur, desde los drenajes atlánticos de las Guayanas, en la cuenca del Amazonas de Brasil, hasta la del Plata, en Paraguay, Uruguay, y el norte y centro de la Argentina, así como también se hace presente en cuencas endorreicas del noroeste de dicho país.

## Taxonomía
Este género fue descrito originalmente en el año 1858 por el zoólogo Pieter Bleeker, empleando como especie tipo a Pimelodus mustelinus (hoy Heptapterus mustelinus), la cual había sido descrita en 1835 por el francés Achille Valenciennes.
Especies
Este género se subdivide en 14 especies:
- Heptapterus bleekeri Boeseman, 1953
- Heptapterus carnatus Faustino‐Fuster, Bockmann & Malabarba, 2019[5]
- Heptapterus exilis Faustino‐Fuster, Bockmann & Malabarba, 2019[5]
- Heptapterus fissipinnis A. Miranda-Ribeiro, 1911
- Heptapterus mandimbusu Aguilera, Benítez, Terán, Alonso & Mirande, 2017[6]
- Heptapterus mbya Azpelicueta, Aguilera & Mirande, 2011[7]
- Heptapterus multiradiatus R. Ihering, 1907
- Heptapterus mustelinus (Valenciennes, 1835)
- Heptapterus ornaticeps C. G. E. Ahl, 1936
- Heptapterus qenqo Aguilera, Mirande & Azpelicueta, 2011[8]
- Heptapterus stewarti Haseman, 1911
- Heptapterus sympterygium Buckup, 1988
- Heptapterus tapanahoniensis Mees, 1967
- Heptapterus tenuis Mees, 1986